# Psychoda aponensos
Psychoda aponensos är en tvåvingeart som beskrevs av Quate 1959. Psychoda aponensos ingår i släktet Psychoda och familjen fjärilsmyggor. Inga underarter finns listade i Catalogue of Life.